# Håkan Mild
Håkan Mild (ur. 14 czerwca 1971 w Trollhättan) – szwedzki piłkarz, pomocnik. Brązowy medalista MŚ 94. Długoletni zawodnik IFK Göteborg.
Karierę zaczynał w Trollhättans FK. W 1988 po raz pierwszy został piłkarzem IFK – w klubie tym będzie grał kilkakrotnie, w latach 1988–1993, 1995–1996, 1998–2001 i 2002–2005. Łącznie rozegrał w barwach IFK 459 spotkań, pięć razy zdobywał tytuł mistrza Szwecji (1990, 1991, 1993, 1995, 1996), a w 1991 krajowy puchar. Grał także w szwajcarskim Servette FC, hiszpańskim Real Sociedad i angielskim Wimbledonie.
W reprezentacji Szwecji w latach 1991-2001 zagrał 74 razy i strzelił 8 bramek. Podczas MŚ 1994 zagrał w pięciu meczach i zdobył jedną bramkę. Znajdował się w kadrze na IO 1992 oraz ME 2000.